# Nattvasan
Nattvasan är ett längdskidlopp. Det går samma sträcka som Vasaloppet. Loppet genomfördes för första gången 2017. Loppet ingår i Vasaloppsveckan och startar 20:00 på fredag. Från och med 2019 heter loppet Nattvasan 90, eftersom Vasaloppet även har lanserat den kortare varianten Nattvasan 45 som också startar 20.00, men med startplats i Oxberg.

## Deltagare
3 000 deltagare fördelade på 1 500 tvåmannalag lag är anmälda till 2018 års upplaga av Nattvasan.
2017 arrangerades Nattvasan för första gången och då gav sig 779 lag ut i mörkret på färden ner mot Mora. Under natten fick 74 lag bryta, de flesta på grund av energibrist efter tidsomställningen till natt.

## Tävlingsregler
Nattvasan körs i fri stil vilket innebär att det är tillåtet att välja klassisk skidåkning eller skejt. För att få en giltig sluttid måste båda deltagarna (tvåmannalag) hålla ihop och genomföra loppet. Vid målgång får det inte skilja mer än 20 sekunder mellan åkarna. Loppets enda reptid, klockslag för sista passering, är i Evertsberg 02.00. Den maximala åktiden är satt till 12 timmar, målet i Mora stänger 08.00.
År 2022 ändrades reglerna så det också blev möjligt att tävla individuellt.
Nattvasan ingår sedan år 2020 i den svenska klassikern.

### Varianter[2]
- Nattvasan 90. Tvåmannalag och individuellt
- Nattvasan 45. Tvåmannalag och individuellt
- Nattvasan 30. Tvåmannalag och individuellt

## Vinnare

### Nattvasan 90, lag
| År   | Innehavare                             | Land    | Tid (Sluttiden tas när siste man/kvinna i laget går i mål) | Källa |
| ---- | -------------------------------------- | ------- | ---------------------------------------------------------- | ----- |
| 2017 | Jørgen Aukland och Martin Andersen     | Norge   | 03.52.56.                                                  | [ 4 ] |
| 2018 | Oskar Brandt och Christofer Eriksson   | Sverige | 04.28.16.                                                  | [ 5 ] |
| 2019 | Anders Södergren och Erik Andersson    | Sverige | 03.41.19                                                   | [ 6 ] |
| 2020 |                                        | Sverige | 03.53.22                                                   | [ 7 ] |
| 2021 | inställt                               |         |                                                            |       |
| 2022 | Matteo Tanel och Patrick Klettenhammer | Italien | 03.51.46                                                   | [ 8 ] |
| 2023 | Erlend Nydal och Jonas Aalberg         | Norge   | 04.15.26                                                   | [ 9 ] |

## Kända personer  som åkt Nattvasan (Urval)
- Helena Ekholm, skidskytt med flera VM-medaljer på meritlistan. Fick Jerringpriset 2009
- Konrad Hallenbarter, Vasaloppssegrare 1983, och den förste att åka under fyra timmar (3:58:08)
- Anders Södergren, skidåkare, OS-guldmedaljör stafett 4×10 km 2010, VM-silver 2003 och 2009
- Aron Andersson, äventyrare och föreläsare. Åker i sitski.
- Lassi Karonen, OS-roddare 2008 och 2012
- Anders Eriksson, sjufaldig världsmästare i Enduro. Trea i Mästarnas Mästare 2016.
- Kalle Dalin, EM-guldmedaljör långdistans orientering 2004
- Staffan Larsson, Vasaloppssegrare 1999, kransmas 1994
- Jørgen Aukland,  Vasaloppssegrare 2008 och 2013

### Fotnoter
1. ↑  ”Inför Nattvasan 2 mars 2018 - Vasaloppet”. Vasaloppet. http://www.vasaloppet.se/nyheter/infor-nattvasan-2-mars-2018/. Läst 30 augusti 2018.
2. 1 2  ”Premiär för nya Nattvasan – i par eller individuellt”. Vasaloppet. https://www.vasaloppet.se/nyheter/premiar-for-nya-nattvasan-i-par-eller-individuellt/. Läst 27 februari 2024.
3. ↑  ”Nu kommer Nattvasan ingå i den svenska klassikern90”. https://www.svt.se/nyheter/lokalt/dalarna/nu-kommer-nattvasan-inga-i-den-svenska-klassikern. Läst 27 februari 2024.
4. ↑  https://www.svt.se/sport/vasaloppet/vasaloppsvinnaren-aukland-vann-forsta-nattvasan/
5. ↑  ”Arkiverade kopian”. Arkiverad från originalet den 4 mars 2018. https://web.archive.org/web/20180304174022/https://www.vf.se/nyheter/oskar-brandt-vann-nattvasan/. Läst 4 mars 2018.
6. ↑  ”De var snabbast i natten – först i mål på topptid”. https://www.svt.se/nyheter/lokalt/dalarna/de-var-snabbast-i-natten-forst-i-mal-pa-topptid. Läst 27 februari 2024.
7. ↑  ”Nattvasan 90”. https://results.vasaloppet.se/2024/?content=detail&idp=00001716788875000074D54C&pid=list&ranking=time_finish_brutto&search%5Bage_class%5D=%25&search%5Bsex%5D=%25&search%5Bnation%5D=%25&event=NV90_999999167888680000000761&favorite_remove=00001716788875000074D54C. Läst 27 februari 2024.
8. ↑  ”Nattvasan 90”. https://results.vasaloppet.se/2024/?content=detail&fpid=list&pid=list&idp=BH28NDMR9EC098&lang=SE&event=NV90_9999991678887600000008EZ&ranking=time_finish_brutto&search%5Bage_class%5D=%25&search%5Bsex%5D=%25&search%5Bnation%5D=%25&search_event=NV90_9999991678887600000008EZ. Läst 27 februari 2024.
9. ↑  ”Resultat Nattvasan 2023” (på norska). https://www.sportsidioten.no/resultater/resultat-nattvasan-2023/. Läst 27 februari 2024.